# Аптекарський огород
Аптекарський огород (рос. Аптекарский огород) — російська історична назва одного з найстаріших ботанічних садів міста Москва.

## В 18 ст

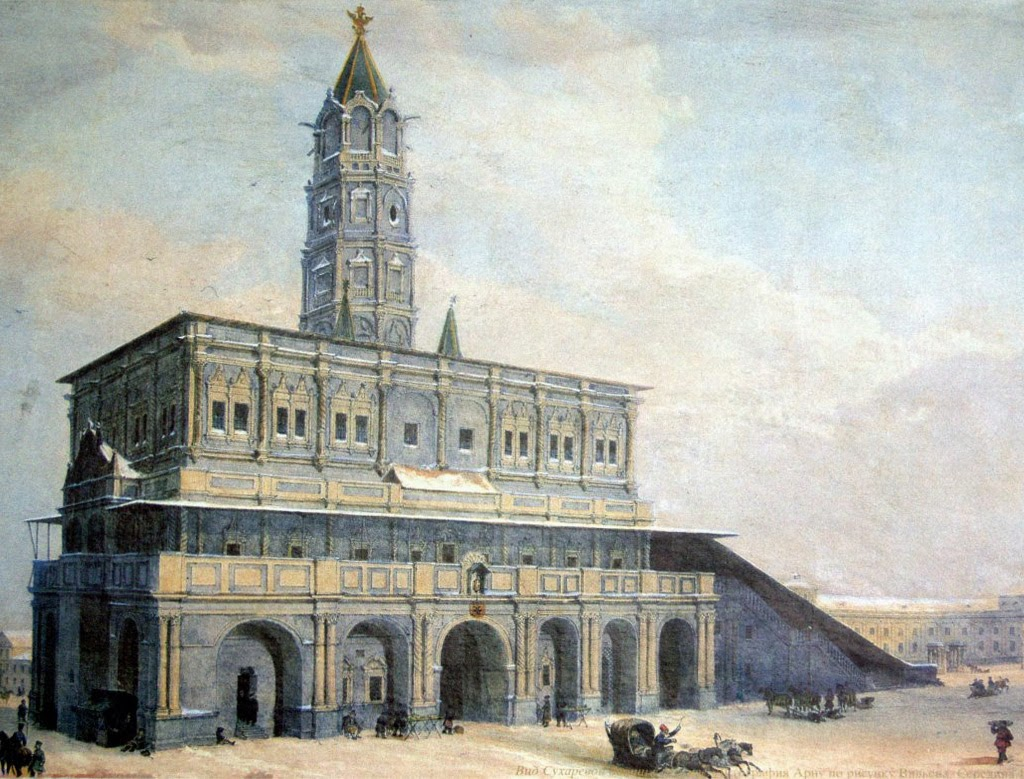
Сухарьовська вежа до знищення.

На початку 18 століття значно збільшилась кількість «аптекарських садів». Московія розпочала довгу війну з тодішньою супердержавою Швецією (Велика Північна війна ), тому значно зросла потреба в ліках для поранених і хворих вояків. Головною функцією «аптекарських садів» якраз і була функція постачання сировини для виготовлення ліків для військових шпиталів Московії. Так війна і особиста зацікавленість царя Петра І в садах стимулювали розвиток раціонального та декоративного садівництва.
Перший аптекарський сад створили біля московської фортеці Кремль. Місце було не досить вдалим. 1706 року цар видав наказ заснувати новий «Аптекарський огород» біля Генерального військового шпиталю. І рослини з саду біля Кремля перенесли на північну околицю Москви — позаду від Сухарьової вежі. Раціональні і декоративні функції, однак, переплелися навіть в новому саду: поряд з ділянками лікарських рослин почали садовити і незвичні для місцевості дерева і кущі, що виділялися формами листя, крон, забарвленням листя і його змінами. Серед перших — вічнозелені ялиці, модрини, ялини, дуби.

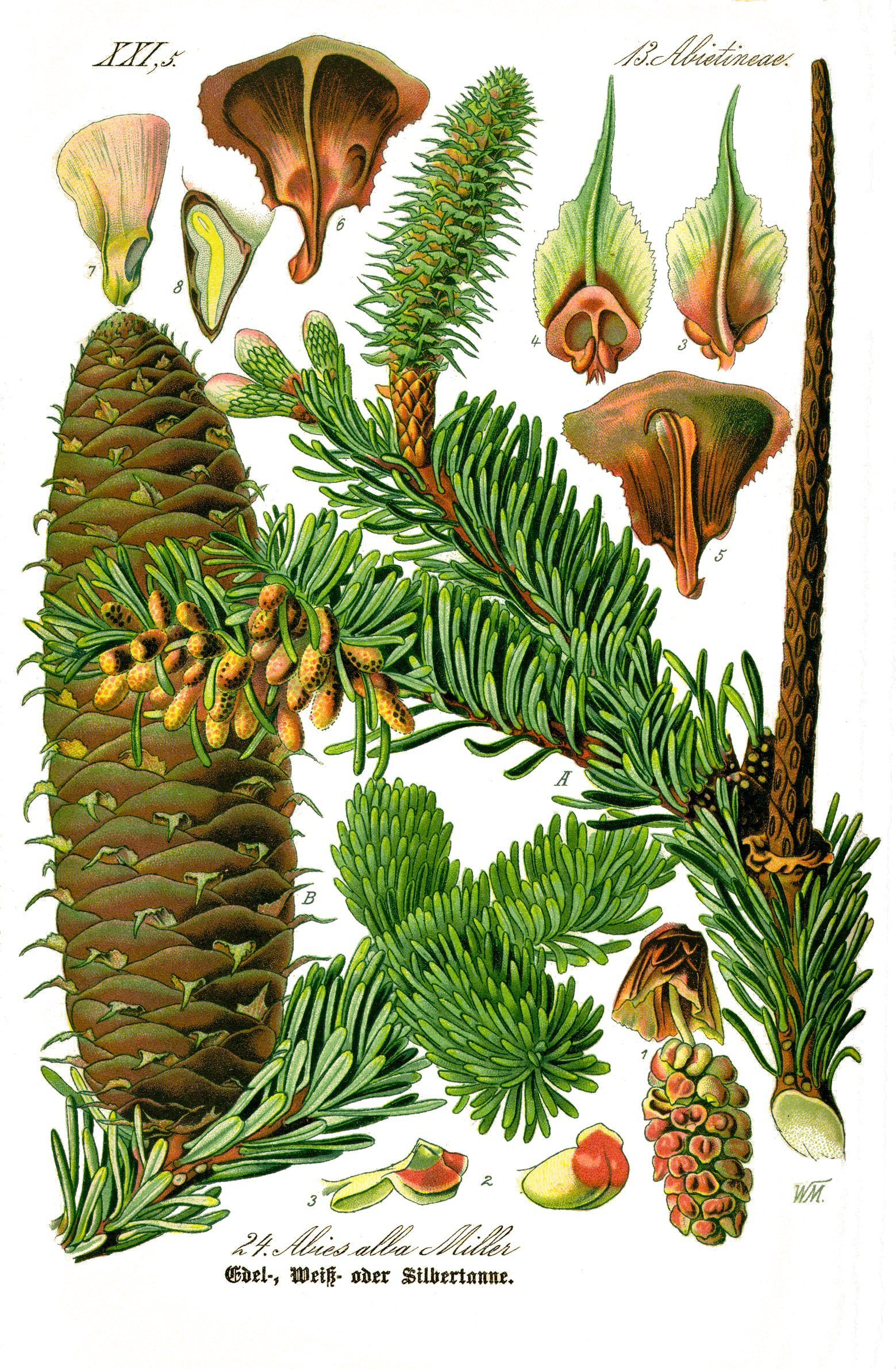
Ялиця, хвоя, шишка, насіння
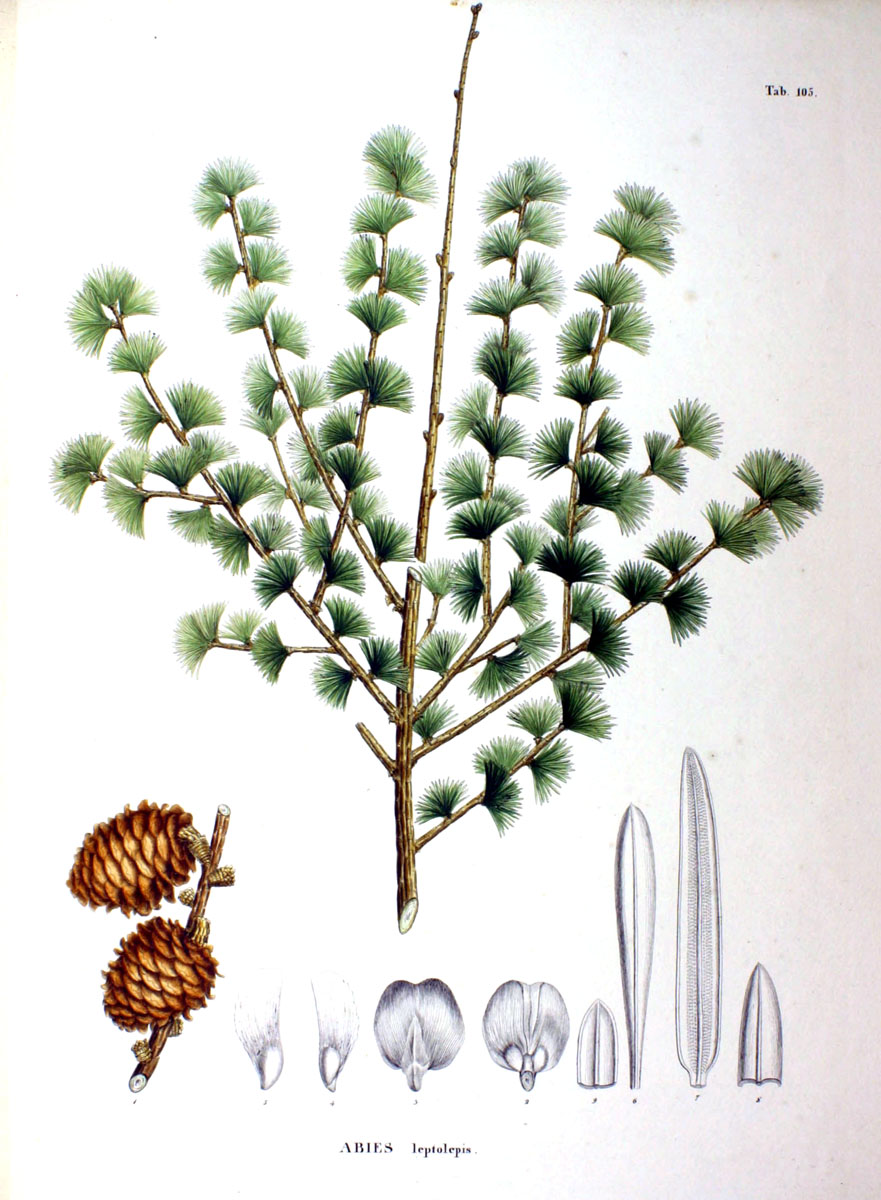
Модрина, ботанічна ілюстрація
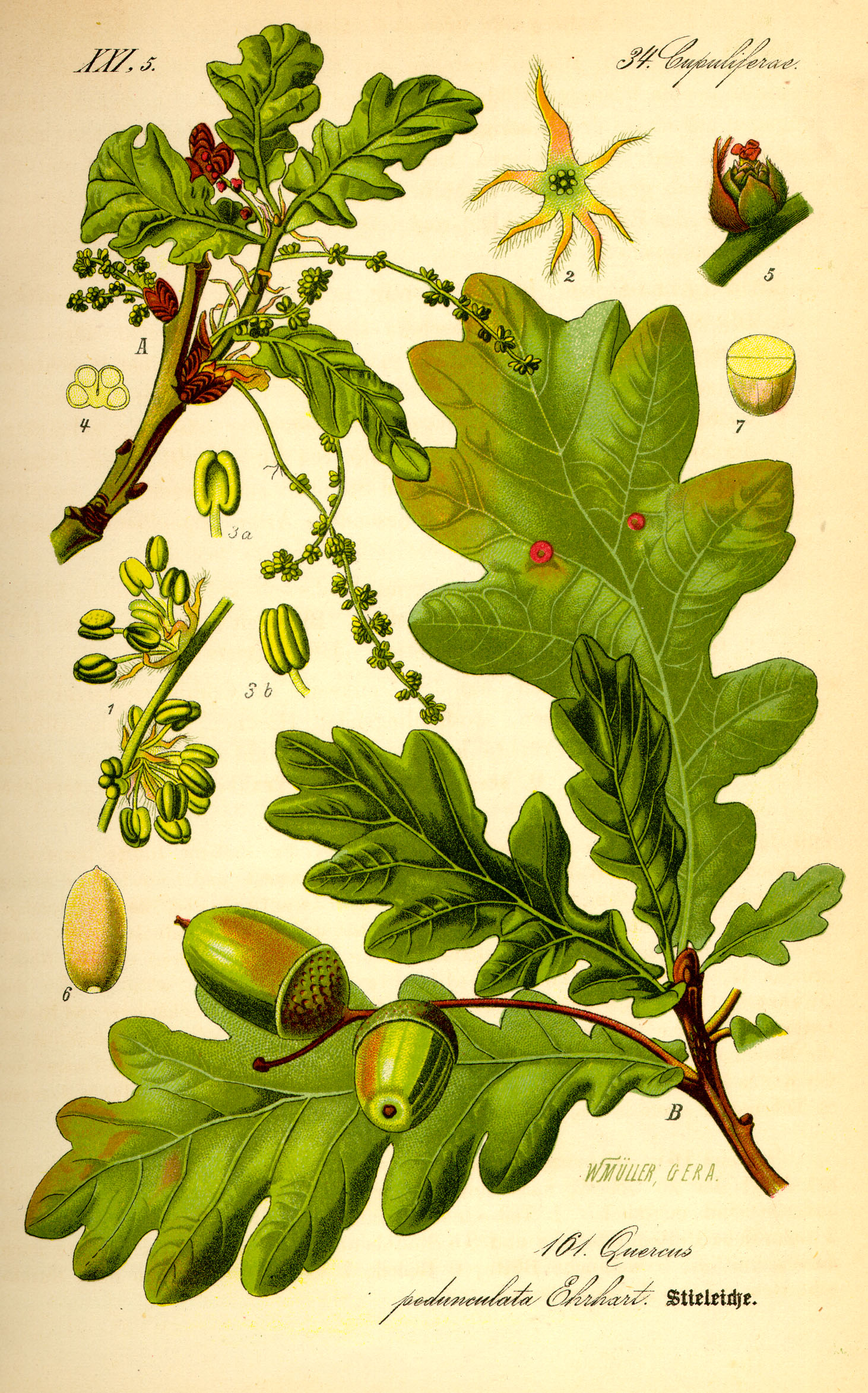
Дуб, ботанічна ілюстрація

## Площа, кількість рослин, розпланування
Першим власником "Аптекарського огороду " став Аптекарський приказ, пізніше — Московський шпиталь, потім Московська медико-хірургічна академія. Площа саду дорівнювала всього шість гектарів. До 1730-х років сад вже мав 200 видів і сортів диких і культурних рослин, інвентаризація 1808 року — вже нарахувала 3.528 видів.
Зберігся і первісний план «Аптекарського огороду» — йому надали регулярного характеру. Середину саду відвели під копаний став, дві бічні ділянки і були саме городом з ділянками для трав, дерев і кущів. В роки моди на пейзажний парк регулярне розпланування частково знищили заради розпланування пейзажного характеру (криві доріжки, невеликі галявини, висадки дерев і кущів окремими групами тощо.) З часом створили і власну оранжерею.

### Директорство Т. Гербера
Перші керівники саду — переважно німецькі фахівці. В 1735—1742 роках директором саду призначено Трауготта Гербера (нім. Traugott Gerber, 1710—1743), доктора медицини та ботаніки з університету міста Лейпціг. В штаті саду було 23 особи помічників і працівників. Трауготт Гербер — один з перших науковців, що почав досліджувати рослини європейської частини Російської імперії. Т. Гербер сприяв зборам диких лікарських рослин, створив гербарій місцевої флори. 1736 року він створив рукопис латиною першої «Московської флори» — «Flora moscuensis continens circa moscuam sponte nascentes et quae exotica coluntur». Він також керував медико-ботанічними експедиціями в різні кути Російської імперії для зборів коріння, рослин, насіння для насадження в «огороді» та створення нового гербарія.

### Ботанічний сад дивака Демидова

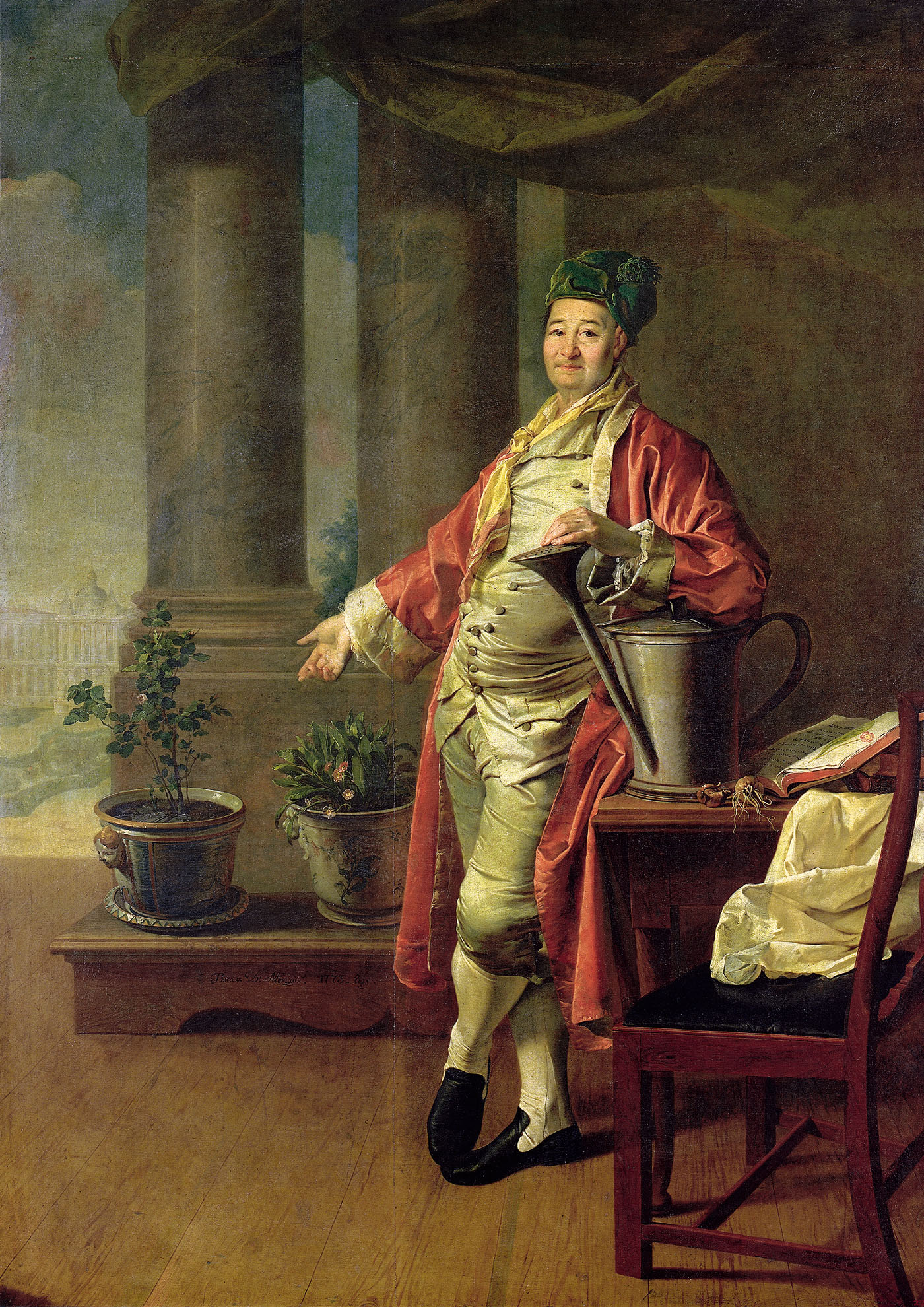
Худ. Д. Г. Левицький. Портрет Прокофія Акинфійовича Демидова

14 лютого 1796 року рішенням Імператорської Медичної Колегії сад приєднали до медичного училища, а потім, по створенню з училища академії 1798 року — до Медико-хірургічної академії. Директором саду в ці роки був Ф. Х. Стефан. В ці роки в сад перейшла значна колекція рослин з приватного ботанічного саду психопатичного дивака-багатія Прокопія Акінфійовича Демидова (1710—1786).
Садиба Демидова була створена 1756 року на схилі до річки Москви. В Росії йшли останні роки бароко, тому в садівництві панували сади пізьоного бароко. Парк, садиба і палац Демидова мали регулярне розпланування. Аби ретельно використати невелику плащу садиби зі схилом до річки, створили тераси. Площі терас щільно забудували довгими оранжереями. Поряд висадили по два ряди фруктових дерев, що полегшувало догляд, поливи і збори врожаю. Оранжереї віддали під колекції екзотичних і тропічних рослин, вивезених з Індії, Північної Америки, Європи і Сибіру. Ботанічний сад П. Демідова став місцевою родзинкою. Сад Демидова дослідив натураліст П. С. Паллас, що дав його опис: « Цей сад не тільки не має собі подібного в Росії, але й з багатьма в інших державах, що уславилися ботанічними садами, порівняний може бути, як за кількістю рідкісних рослин, так і за їх екзотичністю». Кількість рослин саду Демідова досягла 4.363 зразків до 1786 року. Сад занепав після смерті дивака-володаря. Аби врятувати його ботанічні колекції, рослини разом з горщиками і ґрунтом перевезли в Оранжереї саду «Аптекарський огород».

## В 19 ст.
1804 року Медико-хірургічну академію переводять до столиці — в Санкт-Петербург. Перебрався в столицю і тодішній директор московського «Аптекарского огорода», тим паче що там був свій подібний, заснований 1714 року. Сад-горо́д в Москві почав занепадати. В цей період керівництво Московського університету почало шукати в Москві місце для нового ботанічного саду, бо університетський Ботанічний сад в історичному центрі міста не мав нових територій до розвитку. Звернули увагу на покинутий «Аптекарський огород». Університет придбав його ділянку за 11000 рублів сріблом. Ділянка університетського Ботанічного саду на вулиці Мохова була пошкоджена в дні пожежі Москви 1812 року, коли в місто увійшли вояки Наполеона Бонапарта.

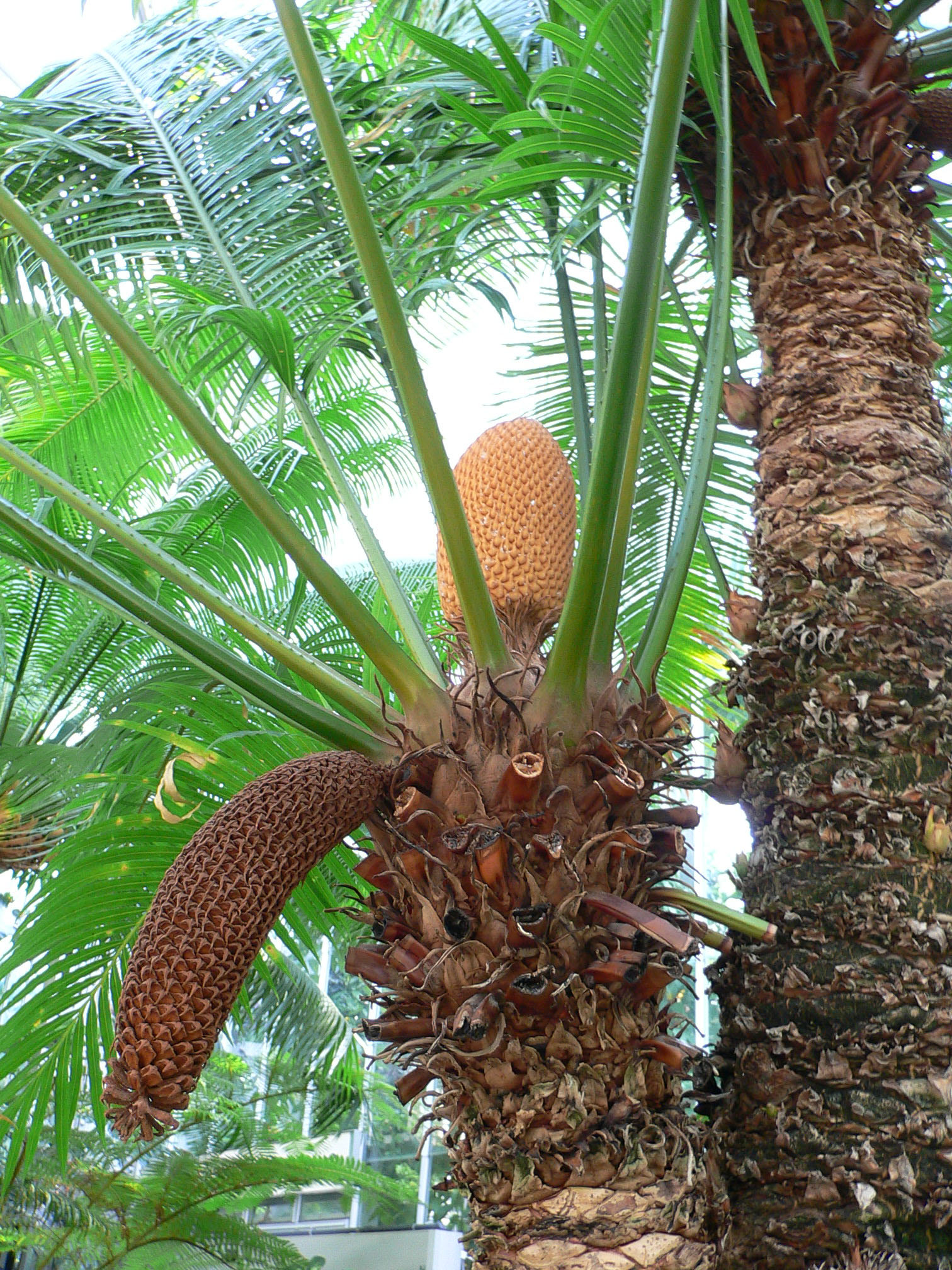
Саговник Cycas circinalis.

Керівником «Аптекарського огороду» з 1805 року був Георг Франц Гофман (1760—1826), професор ботаніки з Геттінгенського університету, запрошений керувати катедрою ботаніки Московського університету. Пожежа 1812 року не оминула і «Аптекарського огороду». Були пошкоджені всі оранжереї і більшість рослин в відкритому ґрунті. Неушкодженими залишились будинок, де було житло для директорів саду і частка рослин, частка університетського гербарію, але згоріла ботанічна бібліотека з виданнями 17-18 ст… Московський університет не був багатою установою і до пожежі, і після неї, коли втратив покинуті в хаосі війни бібліотеку, мінералогічні і ботанічні колекції тощо. Було пошкоджено і споруду самого університету. Аби зменшити витрати на ботанічний сад, 1814 року частку земельної ділянки продали приватним особам під забудову. Сад втратив біля чотирьох гектарів колишньої площі, але зберігся.
На кошти благодійників тут створили нову пальмову оранжерею наприкінці 19 ст. Сюди перенесли і равликоподібний саговник. Він походить з ботанічних колекцій ще одного палкого прихильника ботаніки — графа Розумовського. Екзотична рослина пережила і пожежу 1812 року, і морози трагічного 1941-го. Аби врятувати екзот разом з іншими тропічними рослинами, працівники оранжереї опалювали оранжерею взимку всім, що горіло — залишками меблів, навколишніми дерев'яними парканами, які рубали на дрова.

## В 21 ст.

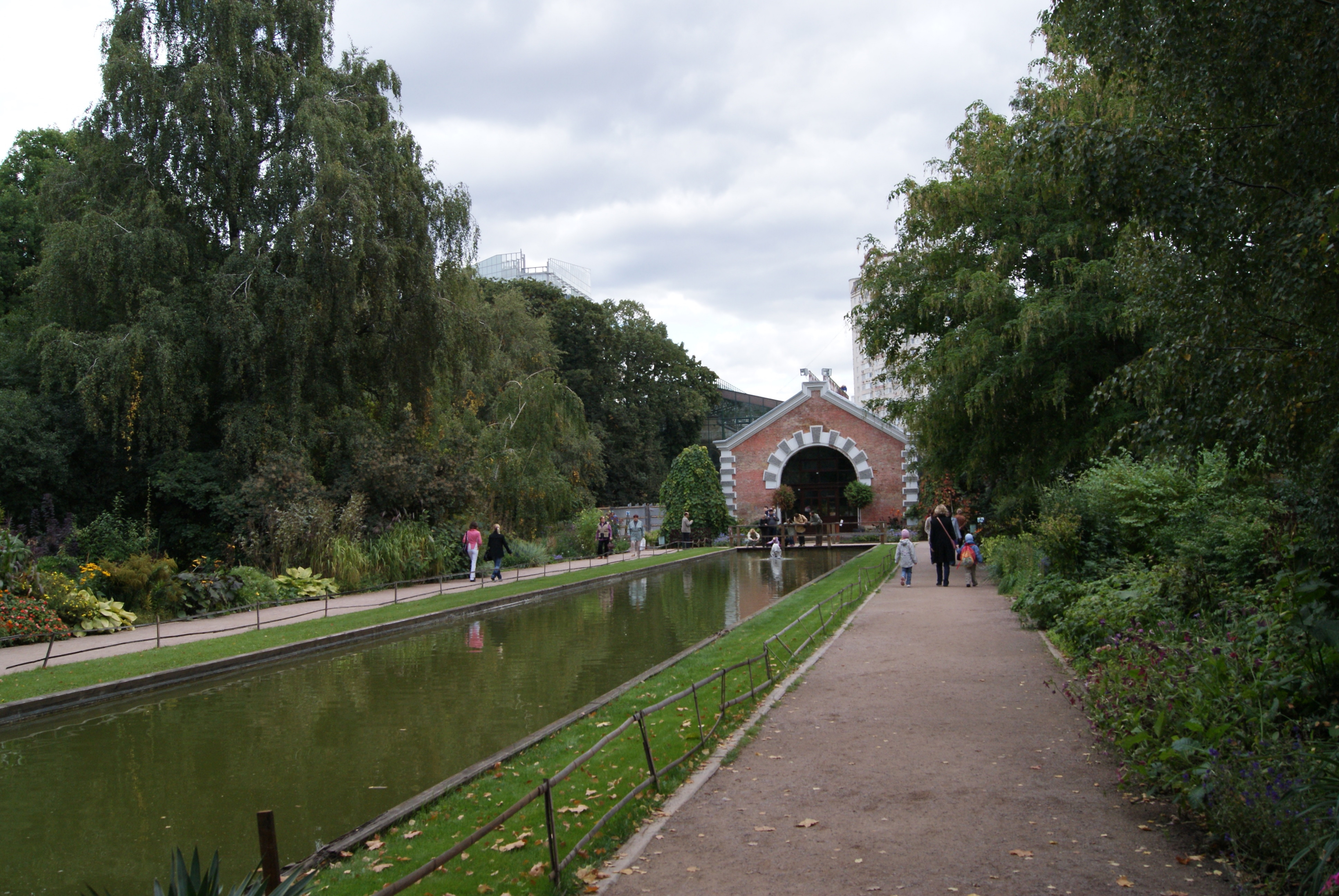
Сад «Аптекарський огород», ділянка з каналом.

В 1950 році, за часів СРСР, Московський університет заклав новий ботанічний сад на новій земельній ділянці на Воробйових (тоді — Ленінських) горах, «Аптекарський огород» став лише філією Ботанічного саду Московського університету.
Сад живий і має навіть невелику театральну залу, куди запрошують акторів і глядачів на вистави.